# Il ritorno dei desideri
Il ritorno dei desideri è un album del 1994 dei Diaframma.

## Tracce

### Edizione 1994
1. Il sogno - 5:05
2. Trattami bene - 4:36
3. Underground - 3:26
4. Una stagione nel cuore - 3:20
5. Mi fai morire - 4:30
6. Luminosa innocenza - 2:25
7. Metropolitana ore 9 e 30 - 1:50
8. Labbra blu - 3:45
9. È la crisi - 3:30
10. Il ritorno dei desideri - 3:25
11. Né meglio né peggio - 5:50
12. Baciami - 3:25
13. Manca l'acqua - 2:10
14. Come sarò tra vent'anni - 4:35

### Edizione 2003
1. Il sogno - 5:05
2. Trattami bene - 4:36
3. Underground - 3:26
4. Una stagione nel cuore - 3:20
5. Mi fai morire - 4:30
6. Luminosa innocenza - 2:25
7. Metropolitana ore 9 e 30 - 1:50
8. Labbra blu - 3:45
9. È la crisi - 3:30
10. Il ritorno dei desideri - 3:25
11. Né meglio né peggio - 5:50
12. Baciami - 3:25
13. Manca l'acqua - 2:10
14. Come sarò tra vent'anni - 4:35
15. La donna ideale - 3:06
16. Ho bisogno di un caffè - 3:52
17. Vecchia pelle - 4:30
18. Lungomare - 3:30
19. Gianni ti prego - 4:55
20. Aspettando te - 1:40

## Formazione
- Federico Fiumani - voce, chitarra ritmica
- Riccardo Onori - chitarra solista eccetto tracce 5,14
- Vanni Bartolini - chitarra solista nelle tracce 5, 14
- Marco Bachi - basso eccetto tracce 8, 10, 12
- Gianni Maroccolo - basso nelle tracce 8, 10, 12
- Pino Gulli - batteria
- Mara Redeghieri - voce solista nella traccia 6, cori nelle tracce 5, 13
- Francesco Magnelli - magnellophoni